# Puebla de Azaba
Puebla de Azaba è un comune spagnolo di 261 abitanti situato nella comunità autonoma di Castiglia e León.